# GMC・トップキック
GMC・トップキック（GMC Topkick ）は、ゼネラルモーターズがGMCブランドで販売し、ミシガン州フリントにある工場で生産していたピックアップトラックである。

## 概要
シボレー・コディアック、いすゞ・Hシリーズとシャシー・ボディを共用し、GVWR別に6つのシリーズを形成する。
まず4500（GVWR：17,500）、次いで5500（GVWR：26,000)、6500（GVWR：25,095）、7500（GVWR：37,600）、8500（GVWR：42,000）、8500 TANDEM（GVWR：61,000）がある。
搭載されるエンジンは4種類。Vortec 8.1L V8ガソリン（325hp/450lb-ft.）、2006年DURAMAX 6600ターボディーゼル（300hp/520lb-ft.）、2006年DURAMAX 6600ターボディーゼル（300hp/605lb-ft.）、2007年DURAMAX 6600ターボディーゼル（330hp/620lb-ft.）がある。
基本的にはダンプや宅配などの業者向けの車だが、4500のクルーキャブがベースとなり、内装にレザーやウッドを多用し、ベッドを乗用タイプのピックアップ風に架装した一般ユーザー向けのモデルも数年前から存在している。なお、実写映画版『トランスフォーマー』に登場しているトップキックは、上記の一般ユーザー向けモデルがベースとなっている。ちなみに、フォードのF-650シリーズをベースにした、上記のようなコンバージョンモデルも存在している。また、トラック専門の会社、インターナショナル（International ）からもRXTという、同社の中型トラック、デュラスター（Durastar ）をベースにしたコンバージョントラックも販売されている。
なお、シボレー/GMCには、コディアック（Kodiak ）/トップキック（Topkick ）とは別にWシリーズ（いすゞ・エルフ）、Tシリーズ（いすゞ・フォワード）もあり、こちらのモデルには一般ユーザー対象モデルは存在していない。

## その他
アメリカ合衆国大統領が乗る、キャデラックの専用リムジンには、このトップキックのシャーシが利用されている。